# Piper salicifolium
Piper salicifolium är en pepparväxtart som beskrevs av Vahl. Piper salicifolium ingår i släktet Piper och familjen pepparväxter. Inga underarter finns listade i Catalogue of Life.